# Tetrataenium lasiopetalum
Tetrataenium lasiopetalum är en flockblommig växtart som först beskrevs av Pierre Edmond Boissier, och fick sitt nu gällande namn av Ida P. Mandenova. Tetrataenium lasiopetalum ingår i släktet Tetrataenium och familjen flockblommiga växter. Inga underarter finns listade i Catalogue of Life.